# Biada, biada, biada
Biada, biada, biada – debiutancki album zespołu Izrael, nagrany w studiu „Wawrzyszew” w maju 1983. Wydany został na płycie winylowej w roku 1985 przez Pronit/Poljazz. Pierwszy polski album z muzyką reggae. Wznowiona w formie CD i MC w 1996 roku nakładem Gold Rock Studio i w 2000 roku jako CD przez wytwórnię W moich oczach. Realizacją albumu zajął się Włodzimierz Kowalczyk.

## Lista utworów

### Utwory na płycie gramofonowej z 1985 roku
| Strona A | Strona A                                                                 | Strona A |
| Nr       | Tytuł utworu                                                             | Długość  |
| -------- | ------------------------------------------------------------------------ | -------- |
| 1.       | „Płonie Babilon” (słowa: Paweł „Kelner” Rozwadowski, muzyka: Izrael)     | 1:26     |
| 2.       | „Biada narodom” (słowa: Robert Brylewski, muzyka: Izrael)                | 3:54     |
| 3.       | „Strach w Babilonie” (słowa: Paweł „Kelner” Rozwadowski, muzyka: Izrael) | 1:34     |
| 4.       | „Poli bez kontroli” (słowa: Paweł „Kelner” Rozwadowski, muzyka: Izrael)  | 3:06     |
| 5.       | „Rastaman nie kłamie” (słowa: Robert Brylewski, muzyka: Izrael)          | 2:53     |
| 6.       | „Wojna w Babilonie – War dub” (słowa: Robert Brylewski, muzyka: Izrael)  | 5:28     |
|          |                                                                          | 18:21    |

| Strona B | Strona B                                                                   | Strona B |
| Nr       | Tytuł utworu                                                               | Długość  |
| -------- | -------------------------------------------------------------------------- | -------- |
| 1.       | „Kapłani szatana” (słowa: Paweł „Kelner” Rozwadowski, muzyka: Izrael)      | 2:58     |
| 2.       | „Idą ludzie Babilonu” (słowa: Paweł „Kelner” Rozwadowski, muzyka: Izrael)  | 3:32     |
| 3.       | „Powstańcie wojownicy” (słowa: Robert Brylewski, muzyka: Izrael)           | 3:00     |
| 4.       | „Dla każdego tak samo” (słowa: Paweł „Kelner” Rozwadowski, muzyka: Izrael) | 1:45     |
| 5.       | „Nie rób tego złego” (słowa: Paweł „Kelner” Rozwadowski, muzyka: Izrael)   | 2:51     |
| 6.       | „Nasza kultura” (słowa: Robert Brylewski, muzyka: Izrael)                  | 3:34     |
|          |                                                                            | 17:40    |

### Lista utworów na płycie z 1996 roku
| Lista | Lista                              | Lista   |
| Nr    | Tytuł utworu                       | Długość |
| ----- | ---------------------------------- | ------- |
| 1.    | „Idą ludzie Babilonu”              | 3:46    |
| 2.    | „Kapłani szatana”                  | 3:01    |
| 3.    | „Poli bez kontroli”                | 3:06    |
| 4.    | „Wojna w Babilonie”                | 2:27    |
| 5.    | „War dub”                          | 3:13    |
| 6.    | „Płonie Babilon”                   | 1:25    |
| 7.    | „Biada narodom”                    | 3:59    |
| 8.    | „Nie rób tego złego”               | 2:53    |
| 9.    | „Rastaman nie kłamie”              | 2:54    |
| 10.   | „Strach w Babilonie”               | 1:35    |
| 11.   | „Powstańcie wojownicy”             | 3:03    |
| 12.   | „Dla każdego tak samo”             | 1:43    |
| 13.   | „Nasza kultura”                    | 3:34    |
| 14.   | „Idą Ludzie Babilonu” (wersja dub) | 3:27    |
| 15.   | „Kapłani Szatana” (wersja dub)     | 3:09    |
| 16.   | „Poli Bez Kontroli” (wersja dub)   | 3:20    |
|       |                                    | 46:35   |

## Muzycy
- Robert Brylewski – śpiew, gitara, gitara basowa, kongi, instrumenty klawiszowe, melodika, instrumenty perkusyjne
- Paweł „Kelner” Rozwadowski – śpiew, gitara, gitara basowa, instrumenty klawiszowe, melodika, instrumenty perkusyjne
- Jarosław „Gruszka” Ptasiński – perkusja, kongi
- Tomasz Lipiński – chórki, kongi, instrumenty klawiszowe, melodika
- Katarzyna Grzechnik – chórki
- Vivian Quarcoo – chórki
- Jerzy Jarmołowicz – kongi (utwór „Nie rób tego złego”)
- Milo Kurtis – instrumenty perkusyjne
- Piotr Malak – saksofon
- Tadeusz Kuczyński – trąbka